# Aleochara wickhami
Aleochara wickhami är en skalbaggsart som först beskrevs av Thomas Casey 1906.  Aleochara wickhami ingår i släktet Aleochara och familjen kortvingar. Inga underarter finns listade i Catalogue of Life.